# Medal im. Prof. Wojciecha Świętosławskiego
Medal im. Prof. Wojciecha Świętosławskiego – honorowe wyróżnienie Stowarzyszenia Inżynierów i Techników Przemysłu Chemicznego, przyznawane od 1989 roku za wybitne zasługi związane z zakresem działania Stowarzyszenia oraz w uznaniu osobistego wkładu w rozwój polskiej chemii.
Medal jest przyznawany członkom SITPChem, którzy zostali wcześniej odznaczeni Odznaką Honorową SITPChem i Złotą Odznaką NOT. W szczególnych wypadkach może być przyznany osobom niebędącym członkami Stowarzyszenia lub obywatelom państw obcych – w uznaniu dla efektów współpracy ze Stowarzyszeniem i za popularyzację działalności SITPChem poza granicami Polski.
Na awersie medalu znajduje się podobizna prof. Wojciecha Świętosławskiego z podpisem:

1881–1968 Wojciech Świętosławski

a na rewersie – rysunek przedstawiający fragment instalacji przemysłowej oraz napis:

KOL. .................................[imię i nazwisko]
ZASŁUŻONEMU DLA POLSKIEJ CHEMII
I STOWARZYSZENIA INŻYNIERÓW I TECHNIKÓW PRZEMYSŁU CHEMICZNEGO

Medal jest wręczany – wraz z dyplomem – przez Prezesa Zarządu SITPChem w czasie ogólnopolskich uroczystości, organizowanych np. na Walnych Zjazdach SITPChem lub dorocznych Zjazdach  Naukowych SITPChem–PTCh.

## Osoby uhonorowane medalem im. Wojciecha Świętosławskiego
Członkowie Stowarzyszenia Inżynierów i Techników Przemysłu Chemicznego, uhonorowani medalem.
- 2018 – Tadeusz Słonka O/Wrocław
- 2017 – Danuta Żuchowska O/Wrocław, Stanisław Oczkowicz O/Tarnów
- 2014 – Ryszard Grzybek O/Kędzierzyn-Koźle, Lidia Kurzeja O/Gliwice, Halina Wójtowicz-Młochowska O/Wrocław, Adam Tarniowy O/Oświęcim, Janusz Jurczak O/Warszawa
- 2013 – Teresa Wałga O/Cieszyn, Maria Zielecka O/Cieszyn
- 2012 – Krystyna Chmieleńska O/Wrocław, Edward Kargul O/Puławy, Janusz Ignacy Kruk O/Puławy, Józef Menes O/Warszawa, Witold Wieczorek O/Cieszyn
- 2010 – Roman Buczkowski O/Toruń,  Wojciech Czerwiński O/Toruń, Witold Gnot O/Gliwice, Stanisław Trybuła O/Kędzierzyn-Koźle, Kazimiera Anna Wilk O/Wrocław
- 2009 – Mieczysław Mąkosza O/Warszawa,
- 2008 – Henryk Nawrot O/Kędzierzyn-Koźle, Jan Sojka O/Chorzów, Kazimiera Tyczkowska, O/Cieszyn, Jerzy Wasilewski O/Kędzierzyn-Koźle,
- 2007 – Marek Cieślak O/Warszawa, Stanisława Dąbrowska O/Oświęcim, Henryk Górecki O/Gliwice, Ryszard Janik O/Wrocław, Stanisław Łasocha O/Kędzierzyn-Koźle, Zdzisław Łysoń O/Tarnów, Bogdan Marciniec O/Poznań, Tadeusz Paryjczak O/Łódź, Jerzy Polaczek O/Warszawa, Waldemar Wardencki O/Gdańsk,
- 2006 – Zygmunt Hermann O/Poznań, Krzysztof Jurasz O/Poznań, Jacek Kijeński O/Gliwice, Jadwiga Kluczewska-Cwalina O/Puławy, Marek Kryger O/Poznań, Longin Ogłaza O/Częstochowa, Andrzej Puszyński O/Wrocław, Stanisław Rybka O/Poznań, Wanda Sporysz O/Oświęcim, Ryszard Ścigała O/Tarnów, Zbigniew Ślęzak O/Kędzierzyn-Koźle, Kazimierz Terelak O/Kędzierzyn-Koźle, Józef Tusiński O/Oświęcim, Stefan Zieliński O/Wrocław
- 2002 – Teodor Bek O/Kędzierzyn-Koźle, Zdzisław Kawala O/Wrocław, Włodzimierz Kotowski O/Kędzierzyn-Koźle, Bronisław Krzyżyński O/Warszawa, Edwin Makarewicz O/Bydgoszcz,  Maria Szpakowska O/Gdańsk, Jan Zawadiak O/Gliwice,
- 2001 – Mirosław Malinowski O/Warszawa,
- 2000 – Tadeusz Brzozowski O/Warszawa, Andrzej Cebulski O/Oświęcim, Wojciech Dykczyński O/Włocławek, Stanisław Gruszka O/Cieszyn, Grażyna Król O/Gliwice, Zygmunt Pitucha O/Puławy, Stanisław Piwko O/Puławy, Józef Sas O/Puławy, Andrzej Skalski O/Puławy, Vesterterp K. Roel Holandia,
- 1999 – Zofia Jurkowska-Wieczorek O/Łódź, Jerzy Krausewicz O/Toruń, Tadeusz Majewski O/Warszawa, Władysław Piłat O/Rzeszów,
- 1998 – Zdzisław Burek /Oświęcim, Jan Babiarz O/Oświęcim, Czesław Grabiński O/Chorzów, Stanisław Hławiczka O/Cieszyn, Józef Kończal O/Poznań, Czesław Kozyra O/Rzeszów, Wiesław Moszczyński O/Warszawa, Andrzej Nowacki O/Bydgoszcz, Krystyna Światlak O/Poznań, Janina Witkowska-Kmieciak O/Poznań,
- 1997 – Mieczysław Ficek O/Oświęcim, Adam Gurgul O/Kędzierzyn-Koźle, Konrad Jaskóła O/Płock, Bożenna Kawalec-Pietrenko O/Gdańsk, Andrzej Matynia O/Wrocław, Jan Michalak O/Warszawa, Stanisław Milczanowski O/Warszawa, Stefan Oborski O/Toruń, Halina Sękowska O/Pionki, Wiesław Szelejewski O/Warszawa, Hanna Tarchalska O/Warszawa,
- 1996 – Ryszard Łoński O/Poznań, Stanisław Pięta O/Łódź, Tadeusz Wilusz O/Bydgoszcz, Zdzisław Zaremba O/Łódź, Lech Bartkowski O/Poznań, Eugeniusz Kulczycki O/Łódź, Henryk Markiewicz O/Warszawa, Stanisław Wroński O/Warszawa,
- 1994 – Jerzy Kapko O/Kraków, Józef Kozieł O/Cieszyn, Jerzy Kropiwnicki O/Gliwice, Adam Mazur O/Wrocław, Zbigniew Olszewski O/Łódź, Edward Płatek O/Wrocław, Krystyna Stemler-Korczak O/Wrocław, Zygmunt Schiller O/Oświęcim, Adam Szeliga O/Oświęcim, Edward Śmieszek Gliwice,
- 1993 – Konstanty Chmielewski O/Kędzierzyn-Koźle, Bolesław Skowroński O/Puławy, Marian Taniewski O/Gliwice,
- 1990 – Ludwik Chrapkowski O/Płock, Sergiusz Griciuk O/Łódź, Hanna Józefiak O/Bydgoszcz, Joachim Krajewski O/Poznań, Andrzej Krzysztoforski O/Tarnów, Bogdan Kurant O/Warszawa, Janusz Nowacki O/Warszawa, Jerzy Paprocki O/Warszawa, Stanisław Płocharski O/Pionki, Zdzisław Szawłowski O/Skierniewice, Tadeusz Zaleski O/Gliwice,
- 1989 – Zbigniew Karol Porczyński Anglia, Wacław Szukiewicz USA, Grzegorz Białożyński O/Bydgoszcz, Jan Golanko O/Warszawa, Ludomir Heger O/Warszawa, Zdzisław Krupa O/Gdańsk,
- 1988 – Zbigniew Leszczyński O/Warszawa, Jerzy Pyzikowski O/Tarnów, Adam Nowotarski O/Wrocław, Jerzy Schroeder O/Wrocław, Józef Szarawara O/Gliwice,
- 1984 – Marian Górny O/Kędzierzyn-Koźle, Edward Grzywa O/Warszawa, Bolesław Młodziński O/Warszawa, Józef Obłój O/Warszawa, Władysław Plaskura O/Gliwice,
- 1982 – Tadeusz Kochanek O/Wrocław, Dmytrak O/Warszawa,
- 1981 – Adam Kowalski O/Warszawa, Antoni Radliński O/Warszawa, Zbigniew Rokossowski O/Kędzierzyn-Koźle, Kazimierz Wawszczak O/Płock.